# Hälla (naturreservat, Malung-Sälens kommun)
Hälla är ett naturreservat i Malung-Sälens kommun i Dalarnas län.
Området är naturskyddat sedan 1993 och är 311 hektar stort. Reservatet sträcker sig utmed de första sju kilometerna av Västerdalälven och omfattar ett 40-tal öar strandbrinkar och skog.